# Салех Чіхадех
Салех Ахмед Салех Чіхадех (нар. 25 серпня 1994, Альтенкірхен, Німеччина) — палестинський футболіст, нападник швейцарського клубу «Тун» та національної збірної Палестини.

## Клубна кар'єра
Народився в німецькому місті Альтенкірхен. У 2001 році 7-річний Салех разом з родиною переїхав до швейцарського містечка Натерс, де в складі однойменної футбольної команди й розпочав займатися футболом. У 2012 році переведений до дорослої команди клубу. З 2013 по 2014 рік виступав в оренді за «Тун II».
У 2017 році приєднався до «Крієнса». Напередодні початку сезону 2019/20 років прийняв запрошення «Туна». У новій команді дебютував 20 липня 2019 року в нічийному (2:2) домашньому поєдинку 1-о туру швейцарської Суперліги проти «Ксамакса». Чіхадех вийшов на футбольне поле на 78-й хвилині, замінивши Кевіна Білера. Дебютним голом за «Тун» відзначився 25 вересня 2019 року на 84-й хвилині нічийного (1:1) домашнього поєдинку 8-о туру Суперліги проти «Янг Бойз». Салех вийшов на поле на 77-й хвилині, замінивши Роя Гельмі.

## Кар'єра в збірній
У футболці національної збірної Палестини дебютував 16 листопада 2018 року в переможному (2:1) товариському матчі проти Пакистану.